# Nostalgie de l'Union soviétique

Emblème de l'URSS.

La nostalgie de l'Union soviétique est un phénomène très répandu en Russie et au sein des minorités russes des pays issus de l'URSS. Cette nostalgie peut concerner le système politique (partis communistes), la puissance, la culture et la société soviétique, ou bien l'esthétique de la période soviétique (monuments, arts…). Souvent la nostalgie de l'Union soviétique est exprimée en raison des souvenirs de l'enfance et de la jeunesse : il s'agit d'un phénomène hétéroclite qui englobe un large éventail d'opinions,.
En 2021, 66% de la population russe interrogée par le Centre analytique Levada se déclarait nostalgique de l'URSS.

## Opinion positive sur le passé soviétique
| - Parade du Régiment immortel, avec des rubans de Saint-Georges et des images d'anciens combattants (Saint-Pétersbourg, 2016). - Affichage : la bannière de la Victoire et la photographie par Evgueni Khaldeï Le Drapeau rouge sur le Reichstag (Crimée, 2022). - Parade du Régiment immortel avec les drapeaux de l'URSS et de la Marine soviétique (Eupatoria, Crimée, 2022). |

La nostalgie de l'Union soviétique, opinion positive envers le passé soviétique, y compris par des personnes nées après 1991 et n'ayant pas connu la réalité du système soviétique, est due à plusieurs facteurs,,,,,, :
- la période soviétique correspond à la jeunesse de nombreuses générations, or les souvenirs de jeunesse sont naturellement magnifiés ;
- ces générations s'étaient adaptées à ce régime et savaient y vivre et y survivre, tandis que les règles (ou l'absence de règles) du post-communisme les a désorientées : comme le soulignait Lev Goudkov directeur du Centre analytique Levada, « Les gens ont tendance à idéaliser le passé. Ils oublient le déficit, la pauvreté, la répression, à l'époque de l'URSS. Ils expriment davantage un sentiment de mécontentement par rapport à la situation actuelle »[3] ;
- durant la période soviétique, les mouvements de jeunesse, sportifs ou d'entreprise faisaient la promotion des idéaux communistes comme l'esprit d'équipe ;
- durant la période soviétique, la dictature bien structurée du PCUS et du KGB entretenait certes une insécurité politique, mais offrait en compensation la sécurité économique de l'économie planifiée d'État qui ne laissait personne sans emploi, tous les actifs étant fonctionnaires puisqu'il n'existait pas d'entreprises privées[11] ; cette économie d'État était en outre doublée d'une économie informelle nécessaire à la survie, qui tissait entre les citoyens des réseaux de solidarité et des relations amicales[11]. Depuis la dislocation de l'URSS en revanche, la transition socio-économique vers l'économie de marché a inauguré une insécurité économique aléatoire et imprévisible qui ne s'est accompagnée ni d'une démocratisation politique ni d'une compensation des retraites et des salaires à la montée des prix, de sorte que le niveau de vie de la majorité de la population baissa.
- la nostalgie de l'Union soviétique peut aussi exprimer le rejet de la frénésie de consommation, de l'étalage de richesses et de l'égoïsme des oligarques, alors que leurs prédécesseurs de la nomenklatura communiste (qui sont souvent leurs ascendants) étaient beaucoup plus discrets, et souvent plus « partageurs » dans les réseaux de l'économie informelle ;
- la puissance militaire et la peur qu'engendrait l'URSS, ainsi que l'admiration qu'elle suscitait chez ses sympathisants à l'étranger, de la Seconde Guerre mondiale jusque dans les années 1980, ont entretenu la mythologie russe de l'Empire, qu'il soit tsariste ou soviétique, et dont la dislocation en 1918 et en 1991 a été vécue, par les Russes, non comme une émancipation sociale (ou nationale des peuples non-russes) mais comme une humiliation traumatique existentielle[9]. En effet, en réalité, la perte du statut de superpuissance égale aux États-Unis, obtenu en 1945 et renforcé pendant la guerre froide, n'a jamais été acceptée[9] et c'est l'une des raisons pour lesquelles la Russie refuse d'adopter le droit international et les principes défendus par l'ONU, et s'efforce de réémerger comme grande puissance[9],[12];
- l'absence d'un travail de mémoire historique et juridique sur les conditions difficiles de vie en vase clos au sein de l'ex-empire soviétique avec la répression politique et idéologique permanente, participe à une idéalisation de ce dernier, doublée d'un sentiment de nostalgie sur une puissance surestimée[10]; les actions entreprises par le pouvoir politique russe, comme la manifestation du Régiment Immortel, visent à rendre aux Russes la fierté de leur passé soviétique[13], contribuent à cultiver la nostalgie de l'URSS et de son empire, source alors d'expansion territoriale[13],[14] en occultant, par la fermeture des archives et la censure, ses côtés sombres comme le système du Goulag, les procès truqués, la russification des pays voisins. Viatcheslav Bakhmine, co-président du groupe Helsinki de Moscou déclarait que « toute la politique du pays aujourd'hui vise à glorifier le passé de l'Union soviétique, dans lequel nous étions forts, puissants, sur un pied d'égalité avec les autres grandes puissances, et nous pouvions dicter notre position. Ce message est diffusé par les médias qui dominent dans notre pays » ;
- c'est pourquoi le pouvoir russe post-soviétique encourage le négationnisme des crimes (terreur, famines, arrestations arbitraires et tortures, signature du pacte germano-soviétique, politique agressive impérialiste au détriment de la Finlande, des pays Baltes, de la Pologne et de la Roumanie, crimes militaires, déportations ou travail forcé avec mortalité importante) et des faiblesses du monde soviétique (déficit presque universel, pénuries constantes, files d'attente, corruption, répression de la libre pensée et de la dissidence). Toutefois, compte tenu des faits qui ont été étudiés, publiés et reconnus depuis la glasnost jusqu'au milieu des années 1990, ce qui ne peut plus être nié (comme le massacre de Katyn) est relativisé et banalisé comme « effet secondaire » de l'héritage du tsarisme, de la guerre civile russe, de l'hostilité des pays capitalistes et de la Seconde Guerre mondiale, ou considéré comme secondaire en regard des mérites du système soviétique, réels (bas prix, logement inconfortable mais abordable, éducation, santé d'accès facile) ou proclamés (« justice sociale » en dépit des privilèges de la nomenklatura, « stabilité » en dépit des purges, « sécurité » en dépit de la menace constante de déportation au Goulag par l'arbitraire du NKVD)[15]. C'est ce négationnisme et ce relativisme qui sont à l'origine de la dissolution le 27 décembre 2021, par les autorités russes, de la fondation Memorial qui tentait de permettre à la société russe de s'humaniser par le biais d'une catharsis basée sur le devoir de mémoire[16],[17],[18].

## Opinion négative sur les valeurs non-russes

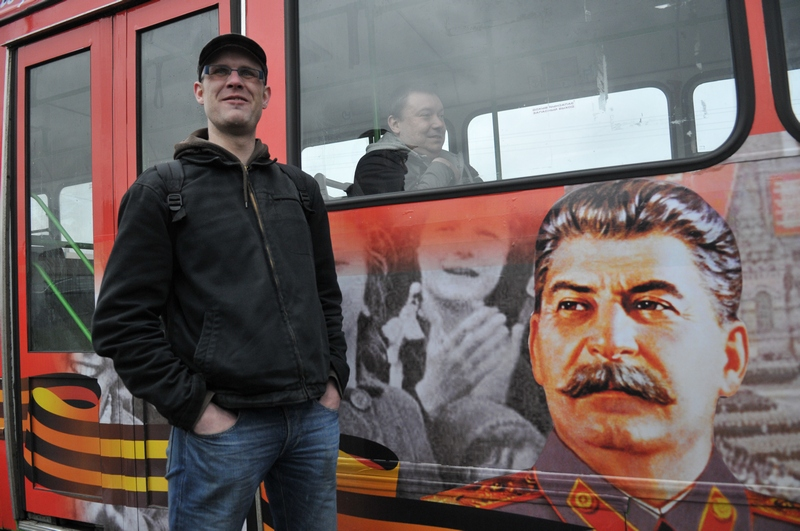
Un « Stalinobus » à Saint-Pétersbourg est décoré d'images évoquant la Grande guerre patriotique. Photo prise le 5 mai 2010.

Sans forcément idéaliser le passé soviétique, la nostalgie de cette période peut exprimer un rejet des idées et des valeurs humanistes modernes, perçues comme étrangères aux racines identitaires de la « Russie éternelle » (nationalisme, suprémacisme russe, homophobie, christianisme orthodoxe…) tout comme, à l'époque soviétique, elles étaient présentées comme « factices » et contraires au communisme. Ce rejet maintient la Russie, ses États-satellites (soit la plupart de ses voisins, autres que la Finlande, les pays baltes et l'Ukraine) dans un modèle politique et social qui n'intègre pas les règles des droits de l'Homme, du droit, de la démocratie et de la justice sociale ; ce modèle considère les valeurs universelles (parce qu'elles répondent aux besoins fondamentaux de tout être humain, quelles que soient ses origines et sa culture) comme une ruse du capitalisme pour asservir les peuples, une idéologie exclusivement occidentale et inadaptée aux pays de l'espace post-soviétique ; la Chine communiste partage ces positions en cultivant toujours officiellement la mémoire du maoïsme, même si elle déroge aujourd'hui à la plupart des principes du Petit livre rouge.
Pour l'ambassadeur finlandais aux États-Unis Mikko Hautala, la nostalgie russe est une matrice pour les nouvelles guerres :
« I think most of us simply concluded that this is a kind of nostalgia politics. But I think most of us didn’t see or didn’t want to conclude that this [Russian] obsession with history was actually a blueprint for war. »
Il faut également noter que si phénomène est important en Russie, en revanche comme le rappelle, Galina Polonskaya, correspondante d'euronews à Moscou :"Plusieurs anciennes Républiques de l'URSS se sont radicalement éloignées du modèle soviétique, les symboles de ce passé étant interdits. Ce n'est pas le cas en Russie où les autorités affirment que l'ère soviétique fait partie de l'histoire de la Russie et qu'elle ne doit pas être effacée".
C'est le signe d'une interprétation historique différente du phénomène de l'URSS entre la Russie, centre de l'empire soviétique, et les autres Républiques Socialistes Soviétiques, dont certaines avaient été intégrées de force dans le nouvel ensemble, comme celles des Pays Baltes ou la Bessarabie (la Moldavie ou la Transnistrie).